# Bahnhof Berlin-Schulzendorf
Der Bahnhof Berlin-Schulzendorf (bei DB Station&Service Schulzendorf (b Tegel)) ist ein Bahnhof in Schulzendorf. Er wird aktuell von der Linie S25 der S-Bahn Berlin bedient.

## Lage
Der Bahnhof liegt in der Berliner Ortslage Schulzendorf, der zum Ortsteil Heiligensee des Bezirks Reinickendorf gehört. Er befindet sich am Streckenkilometer 15,3 der Kremmener Bahn und verläuft zwischen der Ruppiner Chaussee und dem Bisonweg, direkt an der Anschlussstelle 3 (Schulzendorfer Straße) der A 111. Es ist der vorletzte beziehungsweise zweite Bahnhof in Berlin.

## Geschichte

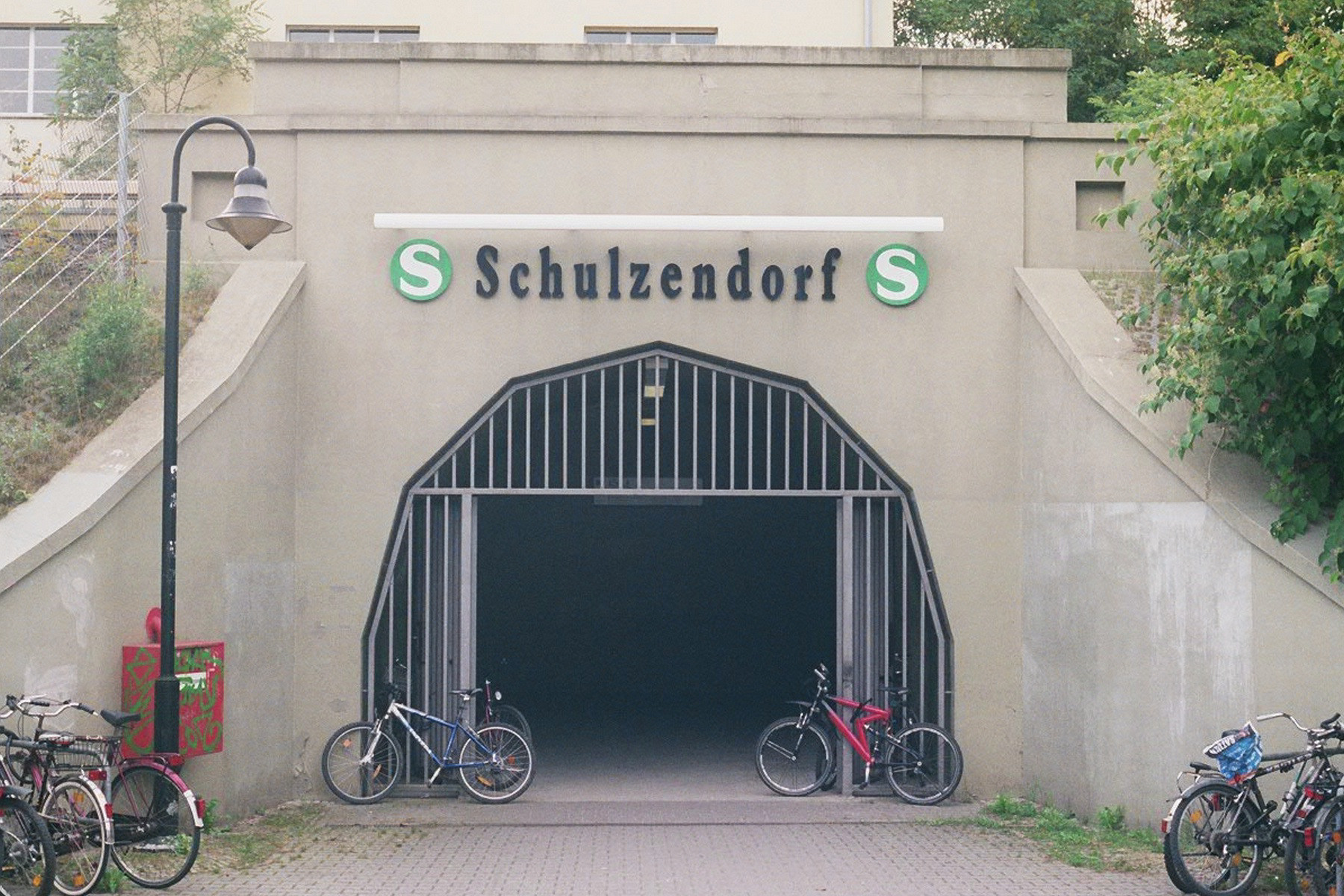
Haupteingang auf Höhe der Bushaltestelle

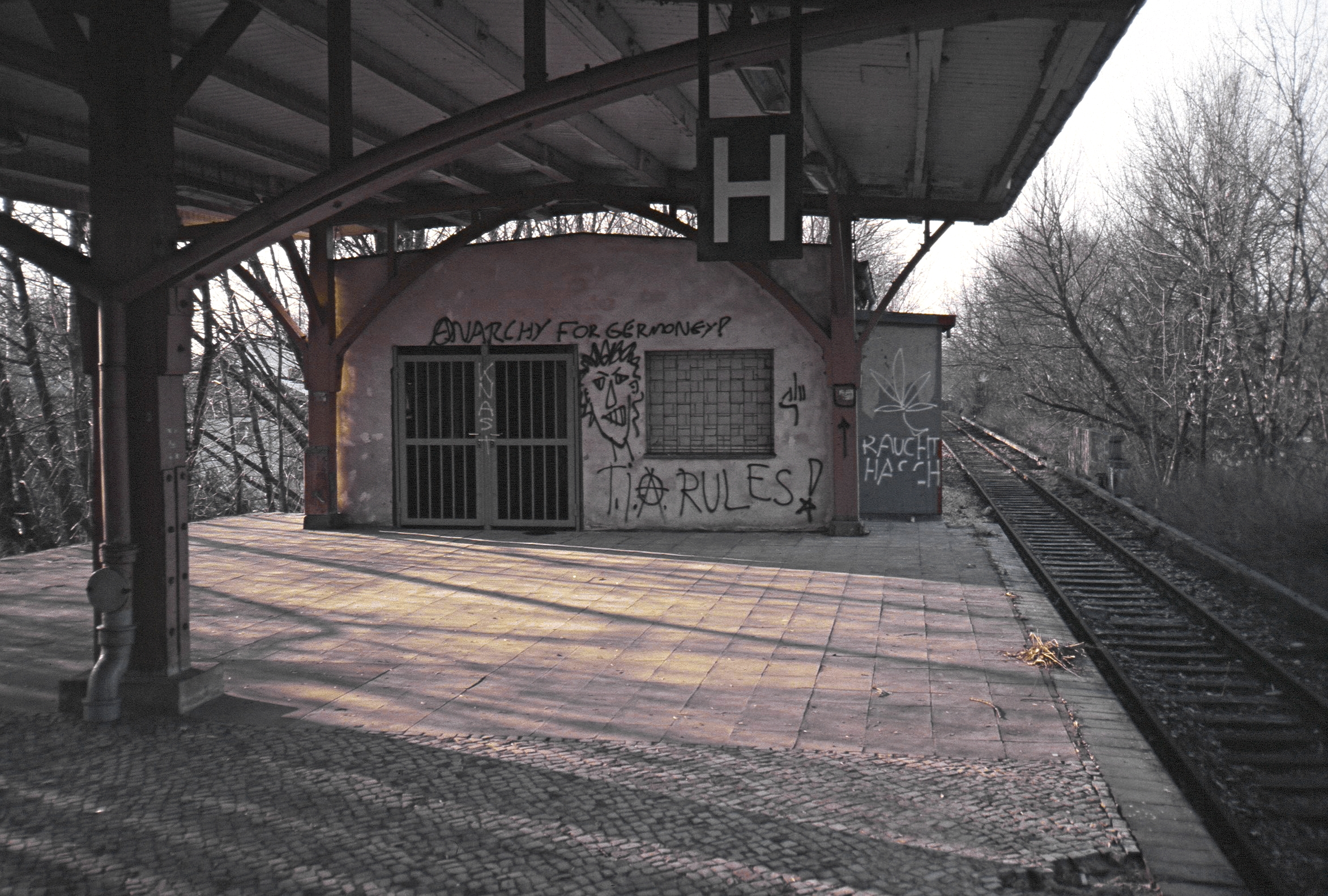
Bahnsteig und Nordausgang zur Zeit der Stilllegung

Ursprünglich als Haltepunkt der Nebenbahn am 1. Oktober 1893 zusammen mit den restlichen Bahnhöfen der Strecke zwischen Schönholz und Velten in Betrieb genommen, musste der Bahnhof am 1. Oktober 1910 aufgrund von Industrieansiedlungen in Hennigsdorf und Heiligensee zweigleisig ausgebaut werden. Ursprünglich hieß der Bahnhof Heiligensee-Schulzendorf. Er wurde mit Eröffnung des Bahnhofs Heiligensee in Schulzendorf umbenannt. Seit 1925 heißt er Schulzendorf (b Tegel).
Mit der Elektrifizierung der Strecke und Hochlegung der Bahntrasse im Jahr 1927 verkehrten im Berufsverkehr die Züge im 10-Minuten-Takt.
Nach dem Zweiten Weltkrieg wurde im Jahr 1945 das zweite Gleis demontiert und als Reparationsleistung an die Sowjetunion abgegeben.
Bis zum 9. Januar 1984 verkehrten die Züge schließlich nur noch im 20-Minuten-Takt, bis der Bahnhof danach stillgelegt wurde.
Am 15. Dezember 1998 wurde der Zugverkehr nach grundlegender Sanierung des Bahnhofs mit der Linie S25 der Berliner S-Bahn wieder aufgenommen.
Im Jahr 2001 wurde ein Südzugang zum Bahnsteig einschließlich eines Personenaufzugs errichtet.

## Planungen
Die Länder Berlin und Brandenburg haben die Einbindung des Prignitz-Expresses über die Kremmener Bahn zum Bahnhof Gesundbrunnen untersucht. Die Vorzugsvariante sieht hierfür zwischen Tegel und Hennigsdorf einen Mischbetrieb des Prignitz-Expresses mit der S-Bahn vor, wobei zwischen Tegel und Schulzendorf das zweite Gleis herzustellen wäre.

## Verkehr
Der S-Bahnhof wird von der Linie S25 der S-Bahn Berlin im 20-Minuten-Takt bedient. Die Möglichkeit, in eine andere ÖPNV-Verbindung umzusteigen, bietet nur die Bushaltestelle S Schulzendorf der Linie 124 beziehungsweise N24 der BVG.
| Linie | Verlauf |
| ----- | --- |
|       | Hennigsdorf – Heiligensee – Schulzendorf – Tegel – Eichborndamm – Karl-Bonhoeffer-Nervenklinik – Alt-Reinickendorf – Schönholz – Wollankstraße – Bornholmer Straße – Gesundbrunnen – Humboldthain – Nordbahnhof – Oranienburger Straße – Friedrichstraße – Brandenburger Tor – Potsdamer Platz – Anhalter Bahnhof – Yorckstraße – Südkreuz – Priesterweg – Südende – Lankwitz – Lichterfelde Ost – Osdorfer Straße – Lichterfelde Süd – Teltow Stadt |